# Michael Hyatt
Michael Hyatt (Birmingham) is een in Engeland geboren Amerikaanse actrice.

## Biografie
Hyatt is geboren in Engeland van Jamaicaanse ouders, en zij emigreerde op tienjarige leeftijd met haar moeder naar Amerika. Eerst woonde zij in Maryland en daarna in Washington D.C., waar zij ging studeren aan de Howard University en daarna aan de New York University waar zij haar master of arts haalde.
Hyatt begon in 1998 met acteren in de televisieserie Dharma & Greg. Hierna heeft zij nog meerdere rollen gespeeld in televisieseries en films zoals The Good Girl (2002), The West Wing (2003-2004), The Wire (2002-2006), Fame (2009) en Brothers & Sisters (2010).

## Filmografie

### Films
- 2022: Where the Crawdads Sing - als Mabel Madison
- 2021: The Little Things - als Flo Dunigan
- 2020: Four Good Days - als Lisa
- 2019: Foster Boy - als Shaina Randolph
- 2017: The Price - als Ife Ogunde
- 2014: Nightcrawler - als rechercheur Fronteiri
- 2013: The Trials of Cate McCall – als Fern
- 2012: Left to Die – als congreslid Brown
- 2011: Like Crazy – als agente
- 2010: The Wyoming Story - als mrs. Prose
- 2010: See You in September – als Eve
- 2010: Untitled Wyoming Project – als mrs. Prose
- 2009: Fame – als moeder van Malik
- 2009: Mississippi Damned – als Delores
- 2009: Operating Instructions – als EMT Frank
- 2006: Two Weeks – als Carol
- 2005: Crazylove – als verpleegster Gates
- 2002: Washington Heights – als Michelle
- 2002: The Good Girl – als Floberta
- 2001: Acts of Worship – als Digna
- 1999: Pushing Tin – als Trudy

### Televisieseries
Uitgezonderd eenmalige gastrollen.
- 2017 - 2023 Snowfall - als Sharon 'Cissy' Saint - 43 afl.
- 2020 The Comey Rule - als Loretta Lynch - 2 afl.
- 2015 - 2019 Crazy Ex-Girlfriend - als dr. Noelle Akopian - 15 afl.
- 2016 Crunch Time - als Mullins - 6 afl.
- 2015 - 2016 Ray Donovan - als rechercheur Sheila Muncie - 6 afl.
- 2015 True Detective - als Katherine Davis - 5 afl.
- 2012 - 2014 Franklin & Bash - als rechter Elizabeth Sheffield - 3 afl.
- 2014 Blue - als Claire - 2 afl.
- 2010 Brothers & Sisters – als dr. Katherine Cortez – 2 afl.
- 2007 The Kill Point – als Connie Ruebens – 8 afl.
- 2007 Drive – als Susan Chamblee – 3 afl.
- 2006 – 2007 Smith – als agente Lauper – 2 afl.
- 2002 – 2006 The Wire – als Brianne Barksdale – 12 afl.
- 2006 Studio 60 on the Sunset Strip – als Maisey – 2 afl.
- 2005 E-Ring – als agente Kathryn Thompson – 2 afl.
- 2003 – 2004 The West Wing – als Angela Blake – 6 afl.

- Library of Congress Control Number: no2016074008
- MusicBrainz: 0737dd59-5426-4cba-9a6d-9605b575ad83
- Virtual International Authority File: 32146634438341931790
- WorldCat: E39PBJthbccvfRdprWhxCxbyBP